# Uji shui monogatari
L'Uji shūi monogatari (giapp.宇治拾遺物語, forse "storie di Uji") è un'opera letteraria di autore sconosciuto composta probabilmente nei primi decenni dell'epoca Kamakura, ed è considerato uno dei testi classici della letteratura giapponese del genere setsuwa, o novellistica. La sua fortuna letteraria non è mai svanita, essendo stato oggetto persino di parodie in epoca Edo e citato da molti autori giapponesi antichi. Ancora oggi esso viene ristampato in molti formati diversi e diversi racconti, soprattutto quelli incentrati su personaggi fantastici, sono estrapolati in raccolte ad hoc per ragazzi. L'ultimo grande autore ad aver attinto a piene mani dalle storie dell'opera è stato Akutagawa Ryunosuke.

## Autore, periodo di composizione, titolo
Nonostante sia una raccolta di racconti amatissima in Giappone fin da epoche antiche, tanto che esistono diari in cui si citano letture avvenute al cospetto dell'imperatore, sono ignoti l'autore, il periodo di composizione e il significato del titolo. L'introduzione al testo, scritta in epoca sicuramente di molto posteriore, evidenzia come già in epoche antiche si fossero perse del tutto le tracce di questi tre elementi. L'autore sempre dell'introduzione, anch'egli ignoto, avanza l'ipotesi che il testo sia l'espansione di una raccolta di epoca Heian nota come Uji dainagon monogatari, attribuita a Minamoto no Takakuni, e che oggi si presume perduta, seppure molto famosa. Anche l'altro testo di novellistica composto in tarda età Heian e noto come Konjaku monogatari, probabilmente l'opera più celebre del genere, che presenta molti racconti in comune con l'Uji shūi  monogatari è legato a quest'opera perduta, tanto che per lungo tempo si è identificato lo stesso uji dainagon monogatari con il konjaku monogatari, e quindi l'Uji shūi, molto più breve del konjaku, sarebbe stato più che un'espansione, un'antologia con l'aggiunta di altri racconti di origine oscura. In realtà, studi più recenti hanno evidenziato che le somiglianze tra i testi non devono far pensare a un rapporto di figliolanza, bensì prova la comune discendenza da quello stesso testo. L'attuale Uji shūi potrebbe quindi essere il vecchio Uji dainagon rielaborato con l'aggiunta di storie scritte da mani diverse. In effetti, il testo è profondamente disomogeneo, sia come argomenti, sia come stile, sia some visione del mondo. Il titolo, suggerisce l'introduzione, potrebbe significare "storie raccolte ad Uji", oppure "storie del jiju di Uji". Stando così le cose, in italiano il testo potrebbe essere tradotto come "storie di Uji" o "storie raccolte ad Uji", o "storie del ciambellano di Uji". Il periodo di composizione si attesta per la maggior parte degli studiosi tra i primissimi anni dell'epoca Kamakura, anche se ci sono teorie che lo sposterebbero alla fine dell'epoca Heian oppure alla metà dell'epoca Kamakura.

## Struttura
L'opera consta di 15 libri per 197 racconti, più un'introduzione in origine non presente, di autore ignoto e composta probabilmente nell'epoca successiva (muromachi), ma che ormai è parte integrante del testo. La raccolta è completamente disorganizzata, a volte ci si imbatte in gruppetti di pochi racconti con tematiche simili o che condividono lo stesso protagonista, ma è difficile trovare un progetto univoco che sottenda lo scorrere delle storie. Inoltre la suddivisione in libri è sicuramente successiva e operata in modo piuttosto arbitrario, tanto che è possibile trovare gruppi di racconti con un minimo di somiglianza a cavallo tra due libri, peraltro tutti di dimensioni diverse e senza una nota che li connoti rispetto agli altri.

## Temi e stile
Nella raccolta sono presenti un gran numero di tematiche che riflettono la genesi anarchica dell'opera. Si trovano favole e storie che affondano le loro radici nelle credenze ancestrali del Giappone, racconti pesantemente influenzati dal buddismo, ma anche racconti assurdi, comici, pettegolezzi di corte, storielle divertenti, spaventose, etc., mentre l'ambientazione varia dal Giappone, alla Cina all'India alla Corea. facendo un confronto con il Konjaku, si nota come le storie che le due opere condividono ricadano in gran parte nel genere favole, racconti buddisti, mentre nessuno dei racconti probabilmente nati in ambito cortigiano si può leggere nel Konjaku. Inoltre, è anche interessante notare come quest'ultimo abbia spesso una morale a fine racconto, cosa che è presente raramente nell'uji shui, e dove ancora più di rado si inserisce naturalmente nella narrazione, sembrando piuttosto un'aggiunta posteriore al testo. Anche lo stile è diversissimo da un racconto all'altro, con intercalari presenti solo in specifici racconti, o commenti moralistici (peraltro piuttosto rari) che stridono con altre situazioni dove invece questa componente è del tutto assente.
L'opera è affollata da una ridda di personaggi diversissimi tra di loro. Si trovano cortigiani più o meno brillanti, monaci dai poteri straordinari, demoni e altri mostri della tradizione folkloristica del Giappone, animali magici come le volpi, mentre sono poco presenti mercanti e donne. Alcuni personaggi sono rintracciabili storicamente o fanno parte dell'immaginario collettivo giapponese come Abe no Seimei, di altri se ne sono perse le tracce. Il buddismo è una componente molto importante del testo, in quanto era l'ideologia dominante dell'epoca, ma, in maniera contraddittoria, esso sembra fornire alle storie lo scenario riuscendo raramente a far sentire la sua presenza in maniera pesante, come, invece accade nel Konjaku, opera però più strutturata e dichiaratamente "allineata".